# Richfield Oil Corporation
La Richfield Oil Corporation était une entreprise pétrolière américaine basée en Californie entre 1905 et 1966. Elle a fusionné en 1966 avec l'entreprise Atlantic Refining Company pour former la Atlantic Richfield Company (aussi connue sous le nom de ARCO).

## Histoire

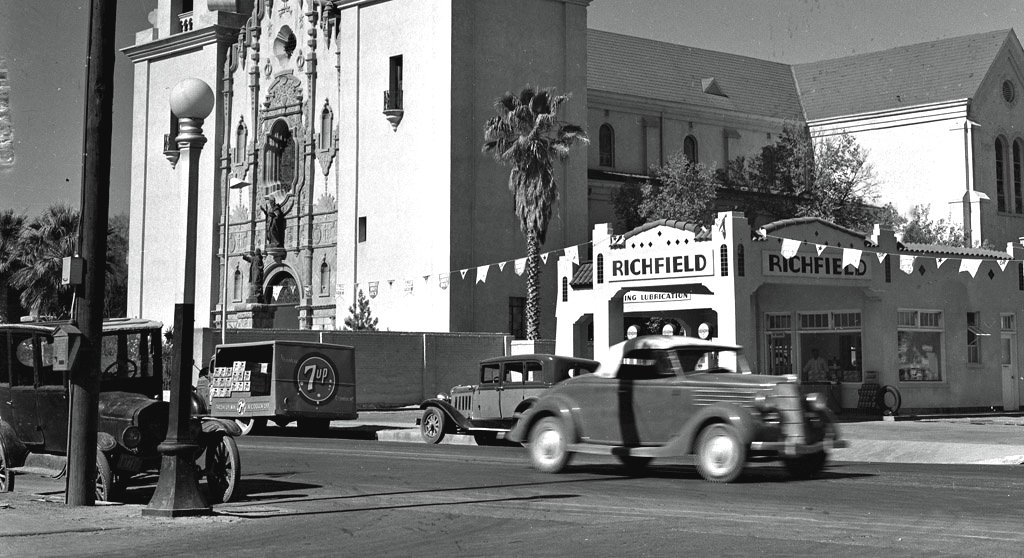
Une station service Richfield dans une rue de Phoenix en juillet 1939.

La Richfield Oil Corporation a été fondée en 1905 et a ouvert sa première station service en 1917 à Los Angeles.  Après une première phase d'expansion rapide, l'entreprise fut durement touchée par la Grande Dépression et placée en redressement judiciaire en 1931,.
L'entreprise Cities Service Company (Citgo) proposa d'échanger une de ses parts contre 4 parts de la Richfield ce qui lui permit ainsi d'acquérir la majorité des parts de l'entreprise.
La Consolidated Oil Corporation (renommée Sinclair Oil Corporation en 1943), proposa en 1932, le rachat de Richfield Oil. Bien que cette offre n'ait pas été acceptée, le président de Consolidated Oil, Harry Sinclair continua de s'intéresser à l'entreprise et évita que celle-ci ne soit rachetée par la Standard Oil of California (actuellement Chevron).
L'entreprise fusionna avec Atlantic Refining pour former ARCO en 1966. ARCO fut à son tour rachetée par BP en 2000.

## Symboles et Couleurs
Richfield utilisait à la fois un dessin réaliste mais aussi stylisé d'un aigle comme insigne représentatif. Les couleurs principalement utilisées étaient le bleu et le jaune, en tant que couleurs de l'entreprise.